# Немецкий футбольный союз
Немецкий футбольный союз (нем. Deutsche Fußball-Bund e. V.; [ˈdɔʏtʃɐ ˈfuːsbalˌbʊnt], DFB; [ˌdeːʔɛfˈbeː]) — организация, осуществляющая контроль и управление футболом в Германии. Является головной организацией 26 футбольных ассоциаций в Федеративной Республике Германия, которые в свою очередь объединяют почти 24 500 футбольных клубов. Штаб-квартира некоммерческой ассоциации находится во Франкфурте-на-Майне. Регулярными членами DFB являются ассоциация лиг, пять региональных ассоциаций и 21 ассоциация штатов. С более чем 7 миллионами членов аффилированных клубов, DFB является крупнейшей национальной спортивной ассоциацией в мире.
DFB была основана во времена империи 28 января 1900 года в Лейпциге. С 1903 года она организует чемпионат Германии по футболу (с 2001 года передан в ведение союза лиг) и присоединилась к Всемирной футбольной ассоциации ФИФА, когда та была основана в 1904 году. В эпоху национал-социализма, начиная с 1933 года, DFB также была приведена в соответствие и распущена в 1940 году. В начале 1950 года, после образования Федеративной Республики Германии, западногерманские ассоциации восстановили DFB в Штутгарте, и с сентября 1950 года она вновь стала членом ФИФА, а с 1954 года и европейской ассоциации УЕФА. В 1957 году футбольный союз Саарланда вступил в DFB, а в 1990 году союз ГДР стал пятым региональным объединением под названием Северо-восточный немецкий футбольный союз. Как национальная футбольная ассоциация, DFB организует немецкие национальные футбольные команды, в просторечии называемые DFB selections, и назначает национальных тренеров.

## История

### История немецкого футбола до основания союза

Первый логотип футбольного союза с 1900 по 1926 год

Логотип с 1926 по 1995 год

Логотип с 2008 года

В Германской империи XIX века спорт имел лишь второстепенное значение. Среди командных видов спорта, заимствованных из Англии, с начала 1870-х годов доминировал регби-футбол. Начало ассоциативному футболу, изначально представлявшему собой смесь футбола и регби, было положено в 1874 году, когда Конрад Кох в Брауншвейге ввёл футбол в школьный спорт в гимназии Мартино-Катаринеум. В 1875 году преподаватель Вильгельм Гёргес и уроженец Австралии Ричард Э. Н. Твопенни представили игру в школе Иоганнеум в Люнебурге. В 1882 году министр культуры Пруссии ввёл указ о футболистах на уроках гимнастики в школах, и только тогда футбол стал известен более широким слоям населения. С конца 1880-х годов в Германской империи в футбол стали играть наряду с регби.
Как и в Германии в целом, развитие футбола в Берлине поначалу шло очень медленно. Зимой 1880/81 года ученики гимназии имени Фридриха Вильгельма впервые сыграли в футбол.[6] В 1883 году англичане и немцы иногда играли на Темпельхофер-фельде под Берлином, в Хоппегартене, в Панкове (Шёнхольце) и в Нидер-Шёневайде. Только в конце 1880-х годов началось бурное развитие с основанием большого количества футбольных клубов. 15 апреля 1888 года был основан «Германия 1888», старейший немецкий футбольный клуб, существующий и по сей день. Новые клубы объединились во множество различных ассоциаций, включая, начиная с 1890 года, Союз Немецких Футболистов, Немецкое объединение футбола и крикета и Немецкое объединение любителей игры с мячом.
До создания DFB существовали также международные матчи (нем. Ur-Länderspiele) с отборочными командами, в которых доминировали берлинские игроки. После Берлина юг страны в 1893 году создал свою собственную ассоциацию — Южногерманский футбольный союз (нем. Süddeutsche Fußball-Union), который, однако, просуществовал всего два года из-за внутренних разногласий и малого количества клубов. За ними последовали Гамбург и Альтона с Гамбургско-альтонской футбольной ассоциацией, Лейпциг с Ассоциацией клубов по игре в мяч Лейпцига, Ассоциация футбольных клубов Южной Германии и Западногерманская игровая ассоциация. Со временем появились другие местные и региональные футбольные ассоциации. Только в 1900 году в качестве головной организации был добавлен Немецкий футбольный союз.

### От основания в 1900 году до 1933 года
Немецкий футбольный союз (нем. Deutscher Fußball-Bund) был основан 28 января 1900 года в Лейпциге представителями 86 клубов. Голосование, проведённое для создания ассоциации, было 62:22 в пользу (84 голоса). Некоторые делегаты представляли более одного клуба, но, возможно, голосовали только один раз. Другие присутствующие делегаты не имели полномочий своего клуба для участия в голосовании. Фердинанд Гюппе, представитель «ДФК Прага», был назван первым президентом. В память об этом историческом событии была установлена мемориальная доска на фундаментном здании на нынешней улице Бюттнерштрассе, недалеко от главного железнодорожного вокзала. Немецкий футбольный союз объединил большое количество региональных соревнований, проводимых на уровне земель Германии, в единый признанный национальный титул на сезон 1902/03. Немцев не было в Париже, когда ФИФА была основана семью странами в мае 1904 года, но к тому времени, когда устав ФИФА вступил в силу 1 сентября, Германия присоединилась к нему по телеграмме в качестве восьмой страны. Сборная Германии провела свою первую игру в 1908 году.

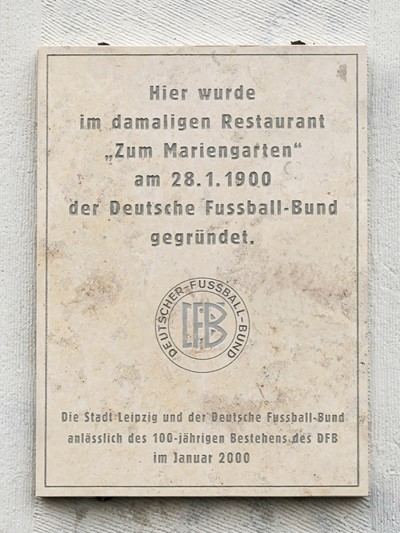
Памятная табличка в Лейпциге, где в 1900 году был основан футбольный союз.

До 1914 года Германская империя была намного больше современной Германии и включала Эльзас-Лотарингию и восточные провинции. Границы региональных ассоциаций были проведены в соответствии с подходящим железнодорожным сообщением. Кроме того, команды, базирующиеся в Богемии, которая в то время входила в состав Австро-Венгрии, имели право на участие, так как являлись клубами немецкого футбола и, следовательно, считались немецкими. Так, немецкая команда из Праги заняла второе место в чемпионате Германии. С другой стороны, клубы датского меньшинства в Северном Шлезвиге отказались вступать в DFB. Эта область после Первой мировой войны проголосовала за присоединение к Дании. Из-за изменений границ, навязанных Версальским договором, DFB пришлось адаптировать свою структуру. Саар, Данциг и Мемельланд были отделены от Германии, а Восточная Пруссия была отрезана от основной части Польским коридором.

### 1933—1945 год
Роль футбольного союза и её представителей, таких как Феликс Линнеманн, при нацистской Германии была документально описана в книге «100 лет DFB» и Нильсом Хавеманном в книге «Fußball unterm Hakenkreuz». Согласно политике Гляйхшальтунг, Немецкий футбольный союз, с её многочисленными членами, представляющими все политические стороны, и сильными региональными структурами по сравнению со слабыми национальными, подчинилась новым правителям и новым структурам Гау. На коротком общем собрании 9 июля 1933 года в Берлине DFB сделала это, по крайней мере, формально.
Позже приветствие Гитлера стало обязательным; марксисты и евреи были изгнаны. Из архивов союза были удалены записи немецких евреев, например, записи Готфрида Фукса, который забил рекордные десять голов за Германию в победе 16:0 над сборной России на летних Олимпийских играх 1912 года в Стокгольме, став лучшим бомбардиром турнира и установив международный рекорд. Когда в 1972 году бывший игрок и тренер сборной Германии Зепп Хербергер попросил вице-президента Немецкого футбольного союза Германа Нойбергера пригласить Фукса в качестве гостя или почетного гостя на международный матч против России, посвященный 60-летию выступления Фукса за сборную Германии, Исполнительный комитет DFB отказался сделать это, написав, что не хочет приглашать Фукса, потому что это создало бы печальный прецедент (как было отмечено, учитывая, что Фукс был последним оставшимся бывшим еврейским немецким международным игроком, беспокойство DFB о создании прецедента трудно понять). По состоянию на 2016 год Фукс всё ещё оставался лучшим немецким бомбардиром по итогам одного матча.
Была создана новая организация, Германский рейхсбунд по физическим упражнениям (нем. Deutscher Reichsbund für Leibesübungen), и Линнеманн был назначен руководителем футбольного сектора (нем. Fachamt Fußball), который взял на себя оперативные дела, в то время как DFB потеряла большую часть своих обязанностей до официального роспуска в 1940 году.

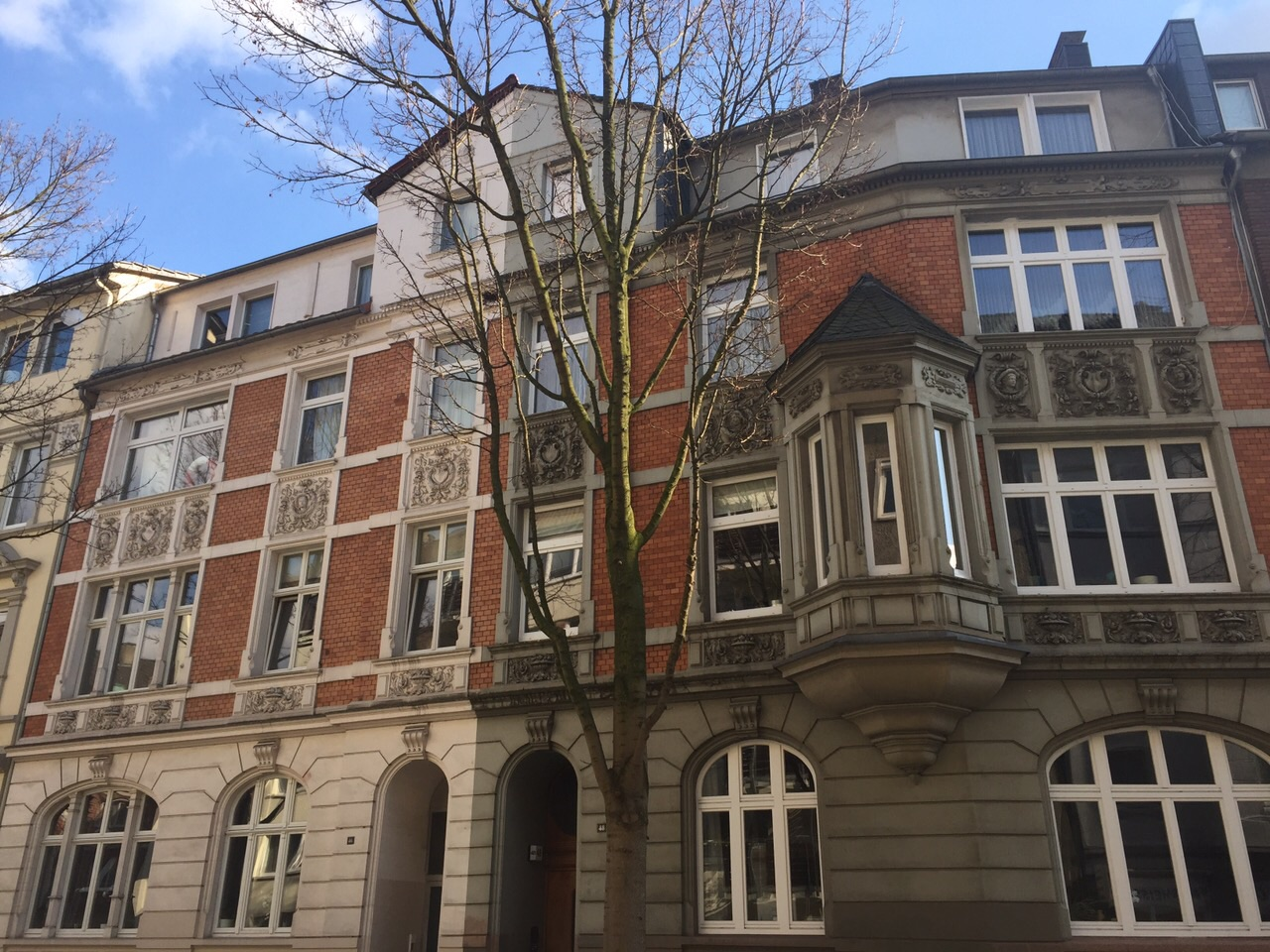
Первый офис Немецкого футбольного союза, Гутенбергштрассе 43 в Дортмунде

На футбольном поле Германия добилась хороших результатов в 1934 году, но после поражения со счетом 0:2 от сборной Норвегии в четвертьфинале летних Олимпийских игр 1936 года, на которых присутствовал Адольф Гитлер, DFB и футбол потерпели крах. Рейхсюгендфюрер Бальдур фон Ширах и гитлерюгенд забрали у клубов молодёжный футбол (до 16 лет) после сделки с рейхсспортфюрером Гансом фон Чаммером унд Остеном, который отвечал за весь спорт в Германии с 1933 года, что сделало чиновников футбольного союза ещё более бессильными. Германия сделала заявку на проведение чемпионата мира 1938 года, но она была отозвана без комментариев.
После аншлюса в марте 1938 года, в результате которого Австрия вошла в состав Германии, Австрийский футбольный союз стал частью немецкой федерации. Новому тренеру Зеппу Хербергеру было приказано в кратчайшие сроки использовать в своей команде австрийских игроков, которые были исключены в первом раунде чемпионата мира, ослабив положение футбола в рамках нацистской политики почти до бессмысленности. Четыре немца (Ганс Якоб, Альбин Китцингер, Людвиг Гольдбруннер и Эрнст Лехнер) представляли Западную Европу в товарищеском матче ФИФА 20 июня 1937 года в Амстердаме, а ещё двое (снова Китцингер и Андерл Купфер) представляли континентальную команду ФИФА 26 октября 1938 года в Лондоне. Во время войны Германия проводила международные игры до 1942 года.

### 1945—1963 год
После окончания Второй мировой войны немецкие организации были распущены союзниками. В ноябре 1945 года ФИФА приняла решение запретить больше не существующую DFB (и японскую футбольную ассоциацию) участвовать в международных соревнованиях, а австрийская ассоциация была создана заново. На международном уровне немцы по-прежнему были представлены, а Иво Шрикер из Цюриха занимал пост генерального секретаря ФИФА с 1932 по декабрь 1950 года. В 1948 году Швейцария попросила ФИФА отменить запрет на игры с немцами, но ей было отказано. Швейцарские клубы все равно играли с немецкими, но были вынуждены прекратить это делать из-за международных протестов. Ситуация изменилась только в 1949 году, когда Футбольная ассоциация обратилась в ФИФА с просьбой отменить запрет на игры клубов. ФИФА сделала это 7 мая 1949 года, за две недели до основания Федеративной Республики Германия, поэтому для проведения игр требовалось разрешение военных правительств того времени. В связи с разделением на несколько оккупационных зон и государств, Немецкий футбольный союз был вновь учрежден в Штутгарте 21 января 1950 года только западногерманскими региональными ассоциациями, без Саарского футбольного союза в оккупированной французами Саарской области, который 12 июня 1950 года был признан ФИФА в качестве первой из трех немецких ФА после войны. На конгрессе ФИФА, состоявшемся 22 июня перед чемпионатом мира 1950 года в Бразилии, Швейцарская футбольная ассоциация обратилась с просьбой восстановить DFB в правах полноправного члена ФИФА, что и было сделано 22 сентября 1950 года в Брюсселе. Таким образом, Германия была исключена из чемпионата мира 1950 года и смогла возобновить международные игры только в конце 1950 года.
В первые годы разделения Германии Западная Германия претендовала на исключительный мандат всей Германии. В отличие от МОК, который предоставил восточным немцам лишь временное признание в 1955 году, потребовав от них участия в общегерманской олимпийской команде (Объединённая германская команда), ФИФА полностью признала Восточногерманский футбольный союз в 1952 году. Победа в Кубке мира 1954 года стала крупным успехом для DFB и популярности этого вида спорта в Германии.
Команды DFB и Саарской области встретились в отборочном турнире к чемпионату мира 1954 года, после чего Саарской области и её ФА было разрешено вернуться в состав Германии и DFB в 1956 году.

### С 1963 года
Из-за этого успеха и из-за того, что региональные ассоциации боялись потерять влияние, старая любительская структура, в которой пять региональных лиг представляли высший уровень, оставалась в силе дольше, чем во многих других странах, несмотря на то, что предложение о создании Рейхслиги было выдвинуто несколько десятилетий назад. Кроме того, профессионализм был отвергнут, а игроки, выступавшие за рубежом, считались «наемниками» и не попадали в сборную. Консервативное отношение изменилось только после разочаровывающих результатов на чемпионате мира 1962 года, когда такие чиновники, как 75-летний Пеко Баувенс, ушли на пенсию. В соответствии с предложениями Германа Нойбергера, DFB окончательно ввела единую общенациональную профессиональную лигу, Бундеслигу, в сезоне 1963/64 годов.
Немецкий футбольный союз принимал чемпионат мира в 1974 и 2006 годах. Германия также принимала чемпионат Европы 1988 года. После воссоединения в 1990 году восточногерманский Немецкий футбольный союз ГДР был поглощён DFB.

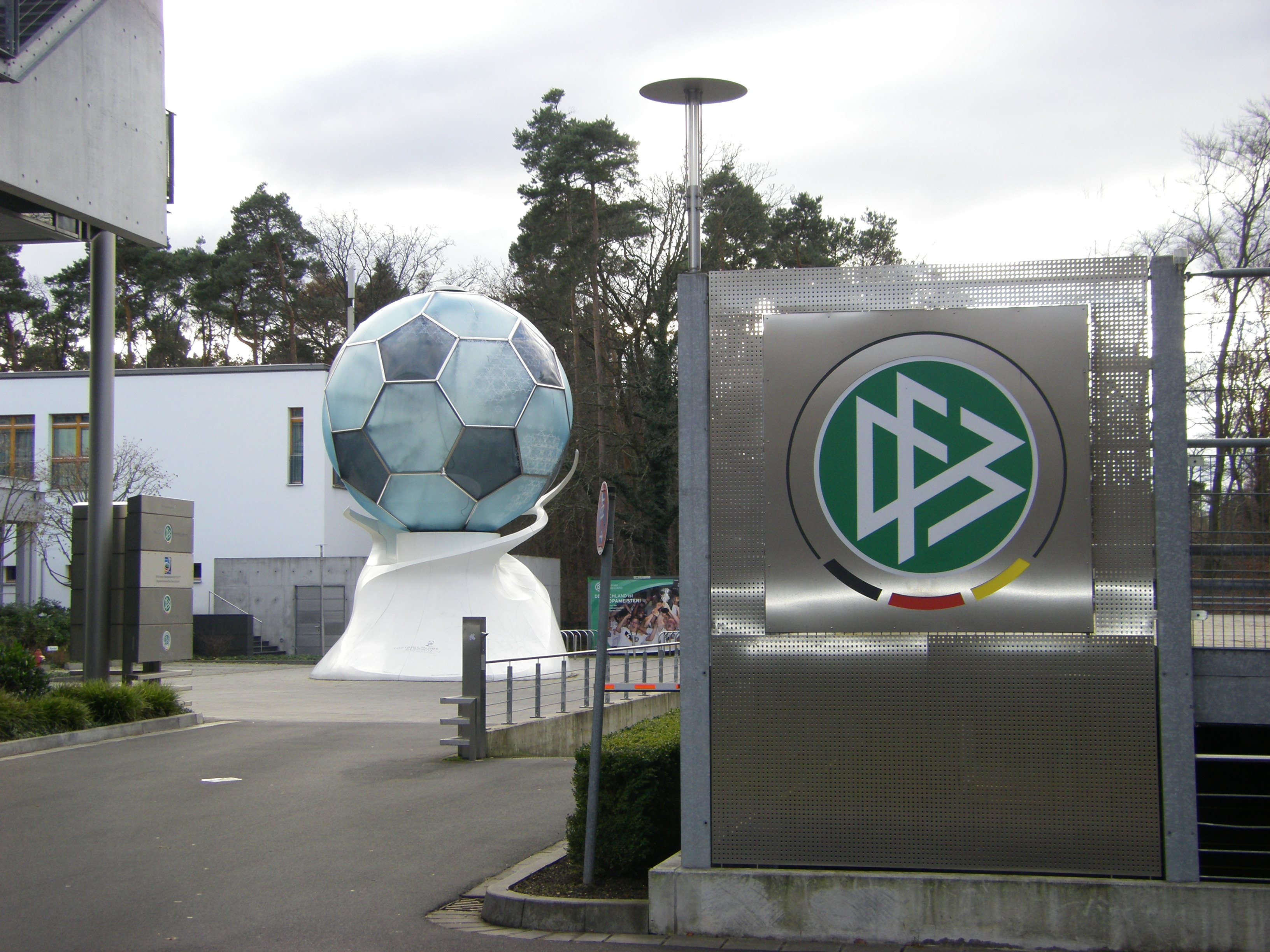
Вход в администрацию DFB во Франкфурте-на-Майне недалеко от парка Дойче банка.

Национальная сборная выиграла Кубок мира во второй раз в 1974 году, в третий раз в 1990 году и в четвёртый раз на чемпионате мира 2014 года. Кроме того, они трижды становились чемпионами Европы — в 1972, 1980 и 1996 годах. Кроме того, «немецкая машина» занимала второе место на чемпионатах мира 1966, 1982, 1986 и 2002 годов, а также на чемпионатах Европы 1976, 1992 и 2008 годов.
DFB также курировал подъём Германии как мировой державы в женском футболе. Национальная сборная выиграла чемпионаты мира в 2003 и 2007 годах, причём в последнем случае она не пропустила ни одного гола в финальном турнире, став единственными чемпионами мира по футболу среди мужчин и женщин. Кроме того, победа женской сборной в 2003 году сделала Германию единственной страной, выигравшей и мужской, и женский чемпионат мира. Они также выиграли восемь женских чемпионатов Европы, в том числе шесть последних подряд.
В 1990 году, за несколько месяцев до официального воссоединения Германии, футбольный союз основал женскую Бундеслигу, созданную по образцу мужской Бундеслиги. Первоначально она проводилась в северном и южном дивизионах, но в 1997 году стала единой лигой. Команды Бундеслиги добились большего успеха в женской Лиге чемпионов, чем команды из любой другой страны; четыре разных клуба выиграли в общей сложности семь титулов, последним из которых стал чемпион 2015 года «Айнтрахт».
С 2005 года в память о бывшем немецко-еврейском олимпийском футболисте Юлиусе Хирше, погибшем в концентрационном лагере Освенцим во время Холокоста, Федерация футбола Германии присуждает премию «Julius-Hirsch-Preis» за выдающиеся примеры интеграции и толерантности в немецком футболе.
В октябре 2015 года новостной журнал Der Spiegel сообщил о возможных взятках в связи с присуждением чемпионат мира 2006 года. В результате прокуратура начала расследование по факту уклонения от уплаты налогов. Президент DFB Вольфганг Нирсбах, который был медиа-директором DFB во время присуждения Кубка мира в 2000 году, подал в отставку 9 ноября 2015 года. Прокуратура также ведет расследование в отношении него. Райнхард Раубалль и Райнер Кох временно возглавили DFB.
15 апреля 2016 года новым президентом был избран бывший казначей DFB Райнхард Гриндель. Новым генеральным секретарем DFB стал Фридрих Курциус, бывший глава президентской канцелярии.
В результате разоблачений и расследований в DFB были проведены многочисленные реструктуризации. Согласно DFB, целью реструктуризации было достижение «более строгого отделения нематериальной сферы от экономических операций». Для этого структуры должны были быть адаптированы в ходе многоэтапного процесса. С этой целью центральная администрация футбольного союза также была перестроена и модернизирована с помощью консалтинговой фирмы McKinsey. Существующие семь организационных подразделений были объединены в четыре директората. Это Директорат национальных команд и академий, Директорат ассоциаций, клубов и лиг, Директорат финансов и внутренних служб и Директорат общественности и болельщиков. Генеральный секретарь, а также четыре директора и главный юридический советник теперь составляют исполнительное руководство DFB. В 2018 году Германия была выбрана местом проведения Евро-2024.
2 апреля 2019 года после многочисленных критических замечаний и нарушения правил соблюдения законодательства президент DFB Гриндель подал в отставку. После этого футбольный союз объявил о коренной реструктуризации и смене должности президента и уровней управления. На временной основе пост президента снова заняли Раубалль и Кох. 29 сентября того же года на 42-м заседании Бундестага Фриц Келлер был избран президентом DFB после того, как стал единственным кандидатом, предложенным поисковым комитетом. Бундестаг также решил, что в будущем все хозяйственные операции будут переданы под эгидой дочерних компаний, в основном DFB GmbH, и отделены от некоммерческой деятельности.
Согласно журналу Der Spiegel, Немецкий футбольный союз поручил консалтинговой фирме провести расширение и последующее сопровождение статьи Фридриха Курциуса в Википедии. PR-агентству был выплачен единовременный гонорар в размере 15 000 евро и ещё 1 200 евро в месяц за эту услугу. Новостное издание ссылается на контракт между DFB и консалтинговой фирмой Esecon. Договор о создании DFB был подписан Курциусом в качестве генерального секретаря и казначея DFB.
2 мая 2021 года в ходе тайного голосования земельные и региональные ассоциации отозвали своё доверие Келлеру и Куртиусу. Причиной этого стало сравнение Келлером 1-го вице-президента Райнера Коха с судьей Роландом Фрейслером, который был активен во времена национал-социализма. 11 мая 2021 года DFB объявил, что Келлер освободит свой пост президента Немецкого футбольного союза с 17 мая 2021 года, чтобы позволить провести кадровую реорганизацию ассоциации. DFB также объявил, что Келлер уходит в отставку с поста президента DFB.

## «Программа поддержки талантов»
Масштабную программу развития детско-юношеского футбола начали разрабатывать в Германии с 2000 года, а заработала она в полной мере в 2002 году. Глава этой программы Ульф Шот. Необходимость существенных перемен в футбольной системе стала очевидна после того, как сборная Германии и немецкие клубы стали сдавать свои лидирующие позиции. Чемпионом Европы по футболу Германия в последний раз становилась в 1996 году, чемпионом мира и того раньше — в 1990. На чемпионатах Европы с победного 1996 года и вплоть до 2012 года Германия не попадала даже в полуфинал, на чемпионате мира в США в 1994 году немцы сенсационно проиграли в четвертьфинале Болгарии, в 1998 году во Франции вновь уступили в четвертьфинале — на сей раз Хорватии. В 2002 году Германия играла в финале, где проиграла сборной Бразилии, в 2006 и 2010 году у Германии были третьи места.
До принятия «Программы поддержки талантов» (нем. Talentförderprogramm) талантливую молодёжь в Германии искали либо сами клубы, либо региональные федерации, подходившие к этому совершенно по-разному, поскольку различались и видение футбола, и традиции, и финансовые возможности, и организационные навыки. По новой программе школы должны были разместиться по Германии равномерно. К 2003 году в стране было готово 387 тренировочных полей, а воспитанники распределены так, чтобы их дом был расположен не дальше, чем в 25 километрах от места занятий. Финансовой зависимости от клубов тоже был положен конец. Каждое заведение спонсировали бренд спортивной одежды и автомобильный концерн.

Ежегодно наши спонсоры выделяют под программу от восьми до десяти миллионов евро. Деньги идут на зарплаты тренерам, скаутам, на обновление газонов, каких-то других нужных вещей в региональных центрах, например, мячи, программы, позволяющие анализировать действия и прогресс футболистов, научная литература, и так далее.— говорит глава программы Ульф Шот
В каждом тренировочном центре проводятся не только занятия с юными футболистами, но и семинары для региональных тренеров (нем. Info-Abend). С детскими и юношескими командами работают порядка 70 специалистов, среди которых есть эксперты по самым разным вопросам: социальная педагогика, правильное питание, личностный рост. Есть здесь и люди, которые учат ребят общаться с прессой, рассказывают о том, что следует говорить, а от каких выражений лучше отказаться и никогда их не использовать, учат адекватному поведению в соцсетях. Регулярно проводятся лекции о вреде табака, алкоголя и наркотиков. Юным футболистам рассказывают о том, сколько и в какое время они должны спать. Задача — приучить подростков к образу жизни профессионального спортсмена.

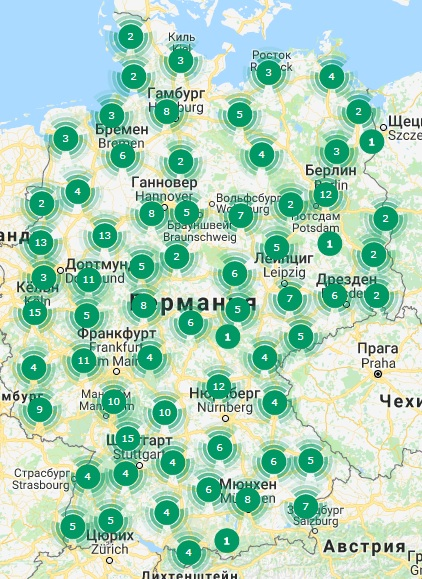
Расположение тренировочных центров в Германии

### Основные пункты реформ
1. Непрофессиональные клубы, а всего в DFB входят более 27 тысяч любительских клубов по всей Германии, получают от Немецкого футбольного союза всяческую поддержку в части привлечения детей к занятиям футболом и работы с юными футболистами.
2. Ни один юный талант в Германии, будь то мальчик или девочка, не должен остаться незамеченным. Для этого по всей стране создаётся сеть центров поддержки юных футболистов (нем. Stützpunkte), занимающихся футболом в любительских клубах.
3. Каждый профессиональный футбольный клуб Германии для получения лицензии на право выступления в первой и второй бундеслигах обязан иметь клубный центр подготовки молодёжи (нем. Nachwuchsleistungszentrum, если дословно, то «Центр работы с молодёжью», иногда трактуют, как «Центр подготовки молодёжи к спорту высших достижений»), отвечающий требованиям Немецкого футбольного союза.
4. Юные футболисты, занимающиеся в клубных центрах подготовки, должны заниматься футболом без ущерба для учёбы, получать образование, а по окончании школы профессию, для чего при поддержке Немецкого футбольного союза укрепляется кооперация клубов со школами (нем. Eliteschulen) и центрами профессиональной подготовки (учреждения, в которых можно выучиться какой-либо профессии).
5. Реформируется система соревнований в детско-юношеском, юниорском и молодёжном футболе. Создаётся юниорская бундеслига для игроков не старше 19 лет (нем. A-Junioren-Bundesliga).
6. Сборные Германии младших возрастов становятся важнейшим центром компетенций и вершиной пирамиды детско-юношеского футбола. Все сборные тренируются и играют по единым основополагающим принципам.

### Как работает система подготовки
Огромный вклад в реализацию программы подготовки молодёжи внёс выдающийся в прошлом футболист Маттиас Заммер, который больше шести лет работал спортивным директором футбольного союза. Основным видом работы Заммера было как раз развитие детско-юношеского футбола, курирование программы подготовки и сборных Германии младших возрастов. Важнейшую роль в функционировании таких центров играют земельные футбольные федерации (нем. Landesverband). В каждой федерации есть сотрудник, отвечающий за работу местной сети центров поддержки юных футболистов. Помимо координаторов, в местных федерациях есть скауты, которые регулярно просматривают матчи любительских команд, ищут таланты. Впрочем, зачастую скаутами выступают и сами координаторы, а также тренеры центров. Постоянный поиск талантов — важнейшая часть немецкой системы.
В начале века Немецкий футбольный союз поставил клубам жёсткое условие, согласно которому профессиональную лицензию для выступления в первой и второй бундеслигах можно получить, только располагая собственным центром подготовки молодёжи. Для получения клубами профессиональной лицензии их центры должны отвечать определённым требованиям DFB, а с недавних пор и Немецкой Футбольной Лиги (DFL), которая собственно и занимается организацией соревнований в первой и второй бундеслигах. Помимо собственно системы лицензирования клубов, в Германии существует система сертификации центров подготовки молодёжи. В зависимости от уровня и соответствия требованиям DFL центрам присваивается «звёздный» статус — от одной до трёх звёзд.
Согласно отчёту DFL по итогам сезона 2014/15, за соответствующий финансовый год 36 клубов первой и второй бундеслиги потратили на содержание своих центров подготовки молодёжи 132,2 млн евро. В общей сложности за 13 сезонов (2002/03 — 2014/15) немецкие профессиональные клубы первой и второй бундеслиг (по 36 различных команд ежесезонно) потратили на свои центры подготовки немногим менее 1,1 млрд евро.
В немецких клубах существует два основных механизма, позволяющих иногородним талантам сочетать футбол и учёбу.
Первый — у клубов есть свои интернаты, в которых дети живут, а учатся, как правило, в одной из общеобразовательных школ, где их график учёбы сочетается с возможностью двухразовых тренировок.
Второй — клубы селят своих юных футболистов в какие-либо школы, располагающие помимо образовательного комплекса, ещё и жилыми помещениями.

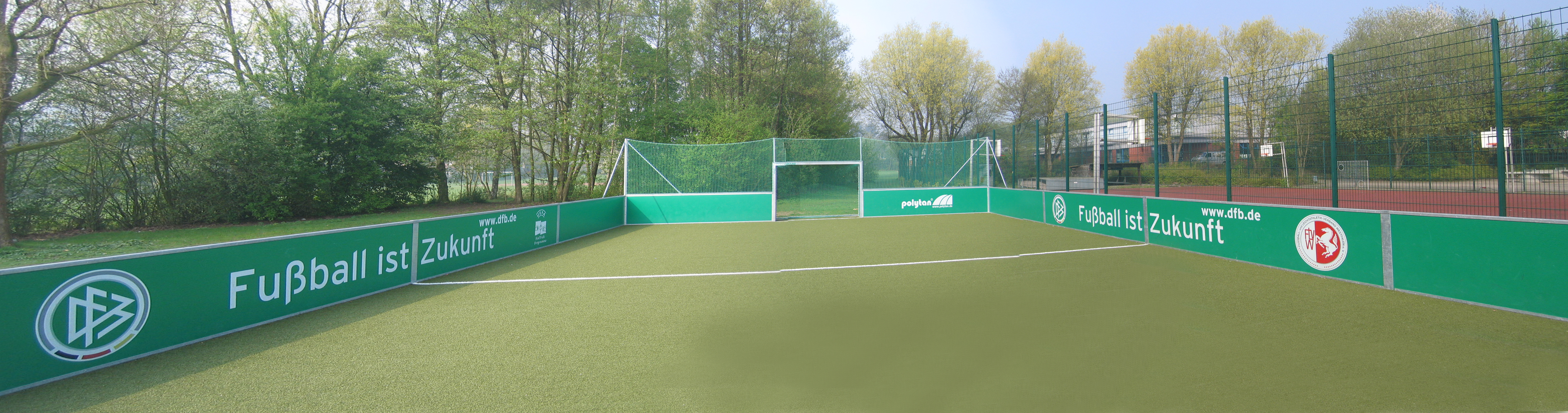
Футбольное поле в одной из школ

Важнейшим фактором является возможность учиться и сочетать серьёзные занятия футболом. Для того чтобы организовать данный процесс наилучшим образом, DFB совместно с клубами разработал программу так называемых «элитных школы футбола» (нем. Eliteschulen des Fußballs). Таковыми называются образовательные учреждения, с которыми футбольный союз и клубы заключают договор, и в данных школах обучаются юные футболисты, занимающиеся в центрах подготовки молодёжи профессиональных клубов. Как правило, это ребята от 15 лет и старше. Распорядок учёбы в таких школах сочетается с расписанием тренировок. Как правило, юные спортсмены с утра учатся, затем у них тренировка, что предполагает наличие у школы своего стадиона, затем опять занятия, а вечером вторая тренировка уже в центре подготовки при клубе. Кроме того, юные футболисты имеют возможность гибкого графика сдачи экзаменов и контрольных. Важнейший аспект сотрудничества DFB и клубов с «элитными школами» — на все выездные турниры с клубами или сборными не старше 19 лет обязательно ездят 2—3 педагога, как правило, по одному человеку на гуманитарные, точные и естественные науки. Воспитанники клубов, которые завершают учёбу в школе в 16—17 лет, зачастую имеют возможность получить профессию либо в профессиональных колледжах, либо на предприятиях, с которыми у многих клубов заключены договоры о сотрудничестве.
Система подготовки молодёжи в немецком футболе разбита на определённые этапы. В зависимости от возраста юных футболистов каждый этап подготовки обозначается определённой буквой. Верхняя возрастная планка — 19 лет. Соответственно ребята 18—19 лет, или как их обозначают U-19 — это так называемые А-юниоры, 16—17 лет, U-17 — B-юниоры, 15 лет — C-юниоры и так далее. С 2007 года существует младшая юниорская бундеслига для футболистов младше 17 лет (нем. B-Jugend-Bundesliga, U-17), соревнования которой проходят в том же формате, что и у игроков не старше 19 лет.
Руководствуясь принципом «ни один талант не должен остаться незамеченным», в штаб-квартире Немецкого футбольного союза тщательно собираются и анализируются всевозможные данные о каждом из юных футболистов, кто когда-либо вызывался в сборную любого возраста, пускай даже на просмотровой сбор — от показателей спортивных и медицинских тестов, до особенностей характера и прочих мельчайших нюансов. В штабе каждой немецкой сборной есть тренеры-селекционеры, которые постоянно ездят по Германии, просматривая молодёжь.
Успешная реализация программы была бы невозможной без важнейшего компонента — в Германии была существенно реформирована система подготовки тренерских кадров. Именно тренер — ключевая фигура всей немецкой системы, а подготовка и переподготовка детских тренеров стала тем фундаментом, на котором базируются все прочие элементы системы. Тренерская школа имени Хеннеса Вайсвайлера стала всемирно признанным центром подготовки не только специалистов для профессионального взрослого футбола, но и для детского и юношеского. В январе 2016 года на окраине Франкфурта-на-Майне, на месте бывшего ипподрома, началось строительство так называемой «Академии DFB» (нем. DFB-Akademie). Стоимость строительства около 90 млн евро.

## Соревнования

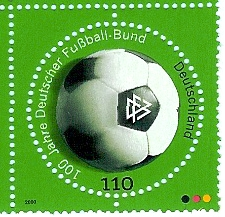
100-летняя юбилейная марка 2000 года

Под эгидой Немецкого футбольного союза проводятся следующие национальные соревнования:
- Третья Лига
- Чемпионат Германии по пляжному футболу
- Чемпионат Германии по футзалу
- Немецкая футбольная Бундеслига
- Кубок Германии
- Кубок Германии среди женщин
- Немецкая футбольная женская Бундеслига

Другие женские, молодёжные и любительские футбольные соревнования: Вторая женская Бундеслига, Бундеслига (до 19 лет), Бундеслига (до 17 лет), женская Бундеслига (до 17 лет), Кубок Германии среди юниоров, Кубок Германии (до 40 лет).

### Третья лига
Третья лига — это третий высший дивизион в системе чемпионата Германии по клубному футболу. Она была введена в сезоне 2008/09 как новая профессиональная лига между второй Бундеслигой и Регионаллигой.

### Чемпионат Германии
Чемпионат Германии является самым важным национальным титулом в мужском и женском футболе.
Чемпионы Германии по футболу среди мужчин разыгрываются с 1903 года и до 1948 года определялись в финальном раунде чемпионата. Только с 1949 года в ГДР, с введением ГДР-Оберлиги, и с 1963 года в Федеративной Республике, с введением Бундеслиги, чемпион Германии по футболу стал разыгрываться в общенациональной лиге. В 1991 году Немецкий футбольный союз ГДР присоединился к DFB. С сезона 2004/05 Немецкий футбольный союз больше не является единственным организатором мужской Бундеслиги: он делит эту задачу с Немецкой футбольной лигой DFL.
Трижды чемпионат не был завершён: в 1903/04 не был сыгран финал, в 1921/22 переигровка была отменена, а в сезоне 1944/45 финальный тур чемпионата не состоялся из-за войны. В сезоне 2018/19 DFB в 107-й раз определила чемпиона Германии по футболу среди мужчин.
Чемпионат Германии среди женщин разыгрывается в Федеративной Республике с 1974 года и до 1990 года определялся в финальном раунде чемпионата. Чемпионы региональных ассоциаций проходили квалификацию и играли за звание чемпиона Германии по плей-офф системе. В 1990 году была основана двухуровневая Бундеслига. Эта лига является односекционной с 1997 года. В сезоне 2018/19 DFB в 46-й раз определила чемпиона Германии по женскому футболу. С 1985 по 1990 год чемпион определялся в финале, с 1988 года — с помощью первого и второго этапов. В сезоне воссоединения 1990/91 вновь созданная Оберлига Нордост не только присудила последний титул чемпиона ГДР, но и определила участников все ещё двухуровневой Бундеслиги следующего сезона с первыми двумя командами в итоговой таблице.

### Кубок Германии и женский Кубок Германии
Кубок Германии — это футбольное кубковое соревнование для немецких клубных команд, которое проводится с 1935 года. Он ежегодно организуется футбольным союзом и является самым важным титулом в национальном клубном футболе после победы в чемпионате Германии.
Победитель Кубка определяется по плей-офф системе. Жеребьевка пар проводится перед каждым раундом. В первый основной раунд попадают 36 клубов из Бундеслиги и второй Бундеслиги, четыре лучшие команды из Третьей лиги и 24 команды из соответствующих кубков ассоциаций.
Предшественником сегодняшнего Кубка Германии как национального кубкового соревнования в немецком футболе был Кубок Цхаммера, который впервые был проведён в 1935 году и назван в честь тогдашнего рейхсспортфюрера Ганса фон Чаммера унд Остена.
Женский Кубок Германии разыгрывается с 1980 года. В соревнованиях принимают участие команды Бундеслиги и второй Бундеслиги, команды, вышедшие во вторую Бундеслигу, и победители 21 регионального кубка.

### Суперкубок Германии и Кубок немецкой лиги
Суперкубок разыгрывался между чемпионом Германии и обладателем Кубка страны с 1987 по 1996 год, после чего был заменен на Кубок лиги. С 2010 года она вновь стала проводиться под суверенитетом Немецкая футбольной лиги.
Кубок лиги был разовым соревнованием, организованным DFB в 1973 году, а затем ежегодно с 1997 по 2007 год в форме мини-турнира, проводимого перед началом сезона Бундеслиги. С 2005 года он организуется Немецкой футбольной лигой и называется Лигапокал в честь титульного спонсора — компании Premiere. После истечения срока спонсорского контракта соревнования были прекращены.

## Успехи на международных турнирах
Сборная Германии по футболу — тогда она называлась просто «Бундестим» — впервые официально вышла на международную арену 5 апреля 1908 года в «товарищеском матче» против сборной Швейцарии. Тогда швейцарцы выиграли в Базеле со счетом 5:3. Впоследствии Швейцария была первым соперником после Первой и Второй мировых войн, а также женской национальной сборной по футболу.
С 1954 года команда DFB участвовала во всех финалах чемпионата мира, а с 1972 года — во всех финалах чемпионата Европы. Среди его величайших успехов — четыре титула чемпиона мира (1954, 1974, 1990, 2014) и три трофея чемпионата Европы (1972, 1980, 1996). В 1966, 1982, 1986 и 2002 годах команда занимала второе место в финале чемпионата мира, а в 1970, 2006 и 2010 годах — третье. Кроме того, было три финалиста чемпионата Европы (1976, 1992 и 2008).
Женская сборная выиграла чемпионат мира в 2003 и 2007 годах и восемь чемпионатов Европы (1989, 1991, 1995, 1997, 2001, 2005, 2009 и 2013).
Немецкий футбольный союз — единственная ассоциация, которая выиграла хотя бы один чемпионат Европы среди мужчин и женщин во всех возрастных группах.
В 1988 году DFB провела турнир четырёх стран для мужской сборной. На сегодняшний день он остается единственным турниром такого рода.

### Чемпионат мира

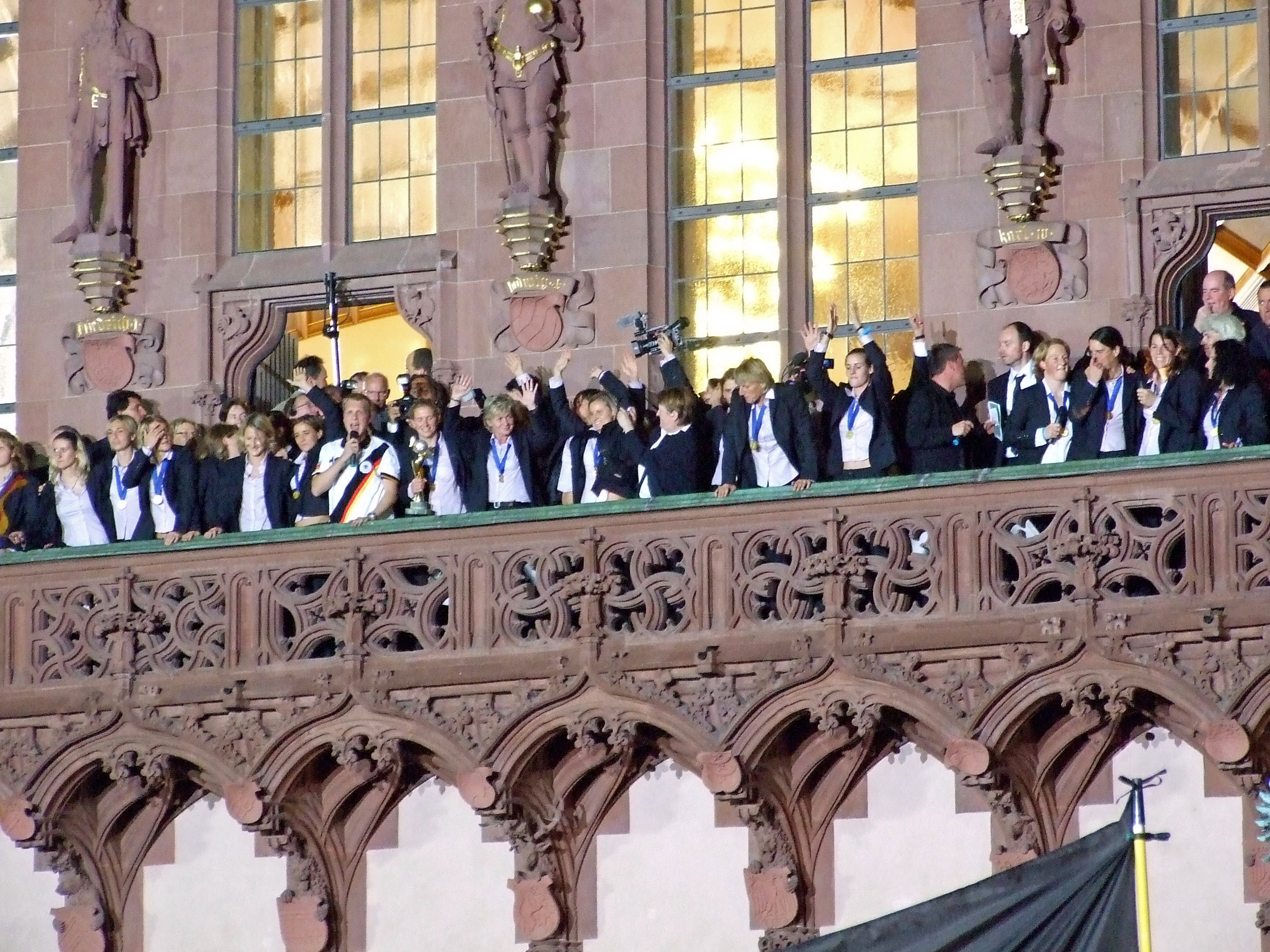
Женская сборная Германии во Франкфурте после победы на чемпионате мира 2007 года

Немецкий футбольный союз — единственная ассоциация, где и женщины, и мужчины смогли стать чемпионами мира. Женская команда стала первой, которой удалось защитить титул и победить (2007), не пропустив ни одного гола. Мужская сборная участвовала в 18 из 20 турниров Кубка мира, женская — во всех семи турнирах.
Чемпионат мира среди мужчин:
- Чемпион: 1954, 1974, 1990, 2014
- Второе место: 1966, 1982, 1986, 2002
- Третье место: 1934, 1970, 2006, 2010

Чемпионат мира среди женщин:
- Чемпион: 2003, 2007
- Второе место: 1995

### Чемпионат Европы
Наряду с Королевским футбольным союзом Нидерландов, DFB является единственной федерацией, где и женщины, и мужчины становились чемпионами Европы. Обе команды также выигрывали титул наибольшее количество раз. Мужская команда принимала участие во всех финалах с 1972 года и трижды становилась чемпионом Европы. Только в 1968 году они не смогли пройти квалификацию; до этого DFB дважды отказывался от участия. Женская команда принимала участие в каждом чемпионате Европы с 1984 года. На первых двух турнирах в 1984 и 1987 годах они не смогли выйти в финальную четверку, но в период с 1989 по 2013 год Германия выигрывала титул восемь раз в девяти турнирах.
Чемпионат Европы среди мужчин:
- Чемпион: 1972, 1980, 1996
- Второе место: 1976, 1992, 2008
- Плей-офф (не соответствует 3-му месту): 1988, 2012, 2016

Чемпионат Европы среди женщин:
- Чемпион: 1989, 1991, 1995, 1997, 2001, 2005, 2009, 2013 (Рекорд)
- Плей-офф: 1993

### Олимпийские игры
Федеративная Республика является единственным чемпионом мира среди мужчин, который никогда не побеждал на Олимпийских играх. На момент разделения Германии единственной немецкой сборной, выигравшей Олимпийские игры, была сборная ГДР в Монреале в 1976 году. Самым большим олимпийским успехом воссоединенной Германии стало завоевание серебряной медали в мужском зачёте в 2016 году. До Второй мировой войны в Олимпийских играх принимала участие старшая сборная Германии, позже — любительский отбор, а в 1984 году и в 1988 году — олимпийский отбор для Федеративной Республики в мужском зачете. Старшая сборная всегда принимала участие в олимпийском женском футбольном турнире, который проводится с 1996 года. Только в 1996 году команда не смогла пройти дальше предварительного раунда. В 2012 году команда впервые не прошла квалификацию, но четыре года спустя впервые завоевала золотую медаль. Женщины не смогли квалифицироваться на чемпионат 2020 года, в то время как мужчины квалифицировались, заняв второе место на чемпионате Европы до 21 года в 2019 году.
- Чемпионы: 2016 (Женщины)
- Второе место: 2016 (Мужчины)
- Третье место: 1988 (Мужчины)
- Третье место: 2000, 2004, 2008 (Женщины)

### Кубок конфедераций
Национальная сборная участвовала в Кубке конфедераций трижды: в 1999 году как чемпионы Европы, в 2005 году как хозяева и в 2017 году как чемпионы мира; дважды (1997 и 2003) она воздерживалась от участия, заняв второе место на чемпионате Европы и второе место на чемпионате мира соответственно. Германия не квалифицировалась на турниры 2009 и 2013 годов.
- Чемпионы: 2017
- Второе место: 2005

### Юниоры и юниорки
Как и в случае со старшими юношами, Германия — единственная страна, выигравшая чемпионат мира среди юниоров и юниорок до 20 лет. Самая успешная юношеская команда — женская до 17 лет, которая семь раз становилась чемпионом Европы. В 2009 году Германия впервые стала действующим чемпионом Европы во всех мужских молодёжных категориях, выиграв чемпионат Европы среди мужчин до 21 года. В 1992 и 2009 годах футбольный союз получал Трофей Мориса Бурлаза за работу с молодёжью.
- Чемпионат мира по футболу среди молодёжных команд:
  - Чемпионы: 1981
  - Второе место: 1987
- Чемпионат мира по футболу среди юношеских команд:
  - Второе место: 1985 (до 16 лет)
  - Третье место: 2007, 2011
- Чемпионат Европы по футболу среди молодёжных команд:
  - Чемпионы: 2009, 2017
  - Второе место: 1982, 2019
  - Плей-офф (не соответствует 3-му месту): 2015
- Чемпионат Европы по футболу (юноши до 19 лет):
  - Чемпионы: 1981 (до 18 лет), 2008, 2014
  - Второе место: 1984 (до 18 лет), 1998 (до 18 лет), 2002
  - Третье место: 1986 (до 18 лет), 2000 (до 18 лет)
- Чемпионат Европы по футболу (юноши до 17 лет):
  - Чемпионы: 1984 (до 16 лет), 1992 (до 16 лет), 2009
  - Второе место: 1982 (до 16 лет), 1991 (до 16 лет), 2011, 2012, 2015
  - Третье место: 1995 (до 16 лет), 1997 (до 16 лет), 1999 (до 16 лет)
  - Плей-офф (не соответствует 3-му месту): 2016, 2017
- Чемпионат мира по футболу (девушки до 20 лет):
  - Чемпионы: 2004 (до 19 лет), 2010, 2014 (Рекорд)
  - Второе место: 2012
  - Третье место: 2002 (до 19 лет), 2008
- Чемпионат мира по футболу (девушки до 17 лет):
  - Третье место: 2008
- Чемпионат Европы по футболу (девушки до 19 лет):
  - Чемпионы: 2000 (до 18 лет), 2001 (до 18 лет), 2002, 2006, 2007, 2011 (Рекорд)
  - Второе место: 1999 (до 18 лет), 2004, 2018, 2019
  - Плей-офф (не соответствует 3-му месту): 2005, 2008, 2010, 2013, 2015 и 2017
- Чемпионат Европы по футболу (девушки до 17 лет):
  - Чемпионы: 2008, 2009, 2012, 2013/14, 2016, 2017, 2019 (Рекорд)
  - Второе место: 2018
  - Третье место: 2010, 2011

## Состав и структура
Кроме почётных членов, например, уходящих в отставку президентов DFB, единственными членами Немецкого футбольного союза являются немецкие региональные и земельные ассоциации и ассоциация лиг, организующая Бундеслигу и вторую Бундеслигу. С другой стороны, клубы, участвующие в проведении матчей, объединены в соответствующие региональные ассоциации, отвечающие за них географически, и, таким образом, лишь косвенно связаны с DFB. Ассоциации, входящие в футбольный союз, представляют более 25 000 клубов с почти 7 миллионами членов. Они образуют почти 165 000 мужских и женских команд, участвующих в матчах всех возрастов. В то время как количество членов клубов в последние годы продолжает расти, число клубов, входящих в ассоциации-члены DFB, снижается с максимального значения в 1997 году.

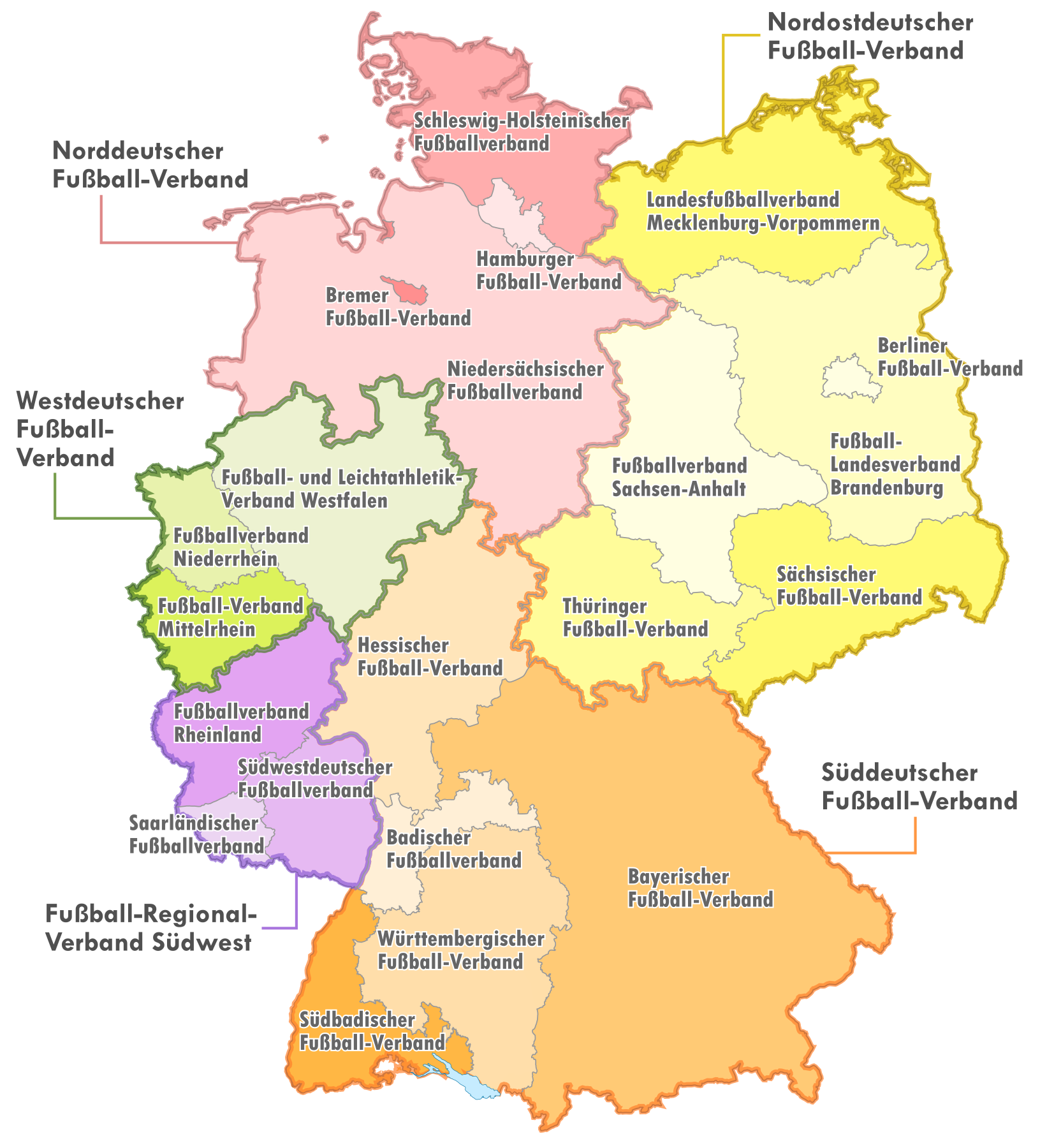
Расположение футбольных федераций

### Региональные федерации и их подразделения
- Северогерманский футбольный союз (NFV)
Футбольный союз Шлезвиг-Гольштейна (SHFV)
Гамбургский футбольный союз (HFV)
Бременский футбольный союз (BFV)
Нижнесаксонский футбольный союз (NFV)
- Западногерманский футбольный и легкоатлетический союз (WFLV)
Нижнерейнский футбольный союз (FVN)
Среднерейнский футбольный союз (FVM)
Вестфальский футбольный и легкоатлетический союз (FLVW)
- Юго-Западный региональный футбольный союз (FRVS)
Рейнландский футбольный союз (FVR)
Саарский футбольный союз (SFV)
Футбольный союз Юго-Западной Германии (SWFV)
- Южногерманский футбольный союз (SFV)
Гессенский футбольный союз (HFV)
Баденский футбольный союз (BFV)
Южнобаденский футбольный союз (SBFV)
Вюртембергский футбольный союз (WFV)
Баварский футбольный союз (BFV)
- Футбольный союз Северо-Востока Германии (NOFV)
Земельный футбольный союз Мекленбурга-Передней Померании (LFV)
Футбольный союз Саксонии-Ангальт (FSA)
Берлинский футбольный союз (BFV)
Земельный футбольный союз Бранденбурга (FLB)
Тюрингенский футбольный союз (TFV)
Саксонский футбольный союз (SFV)

Зоны ответственности 13 региональных ассоциаций практически соответствуют границам федеральных земель, давших им свои названия. Рейнланд-Пфальц, с другой стороны, разделён на два региональных объединения — Рейнланд (FVR) и Зюдвест (SWFV). Баден-Вюртемберг разделён на три региональных объединения: Баден (BFV), Зюдбаден (SBFV) и Вюртемберг (WFV). Северный Рейн-Вестфалия делится на Нижний Рейн (FVN), Средний Рейн (FVM) и Вестфалию (FLVW). Есть и другие исключения в соответствующих «внутренних районах» Гамбурга и Бремена. В то время как в BFV выступают только отдельные клубы из Нижней Саксонии, в HFV теперь играют все без исключения клубы из района Пиннеберг, а также многочисленные клубы из соседних районов на северо-востоке и (только) два клуба из Нижней Саксонии. Все это сложилось исторически. Кроме того, некоторые клубы из Баварии входят в Футбольную ассоциацию Вюртемберга или Футбольную ассоциацию Гессена. Клуб «Бюсинген» входит в состав Футбольной ассоциации Цюрихского региона в Швейцарии.

## Президенты
- Фердинанд Хюппе (1900—1904)

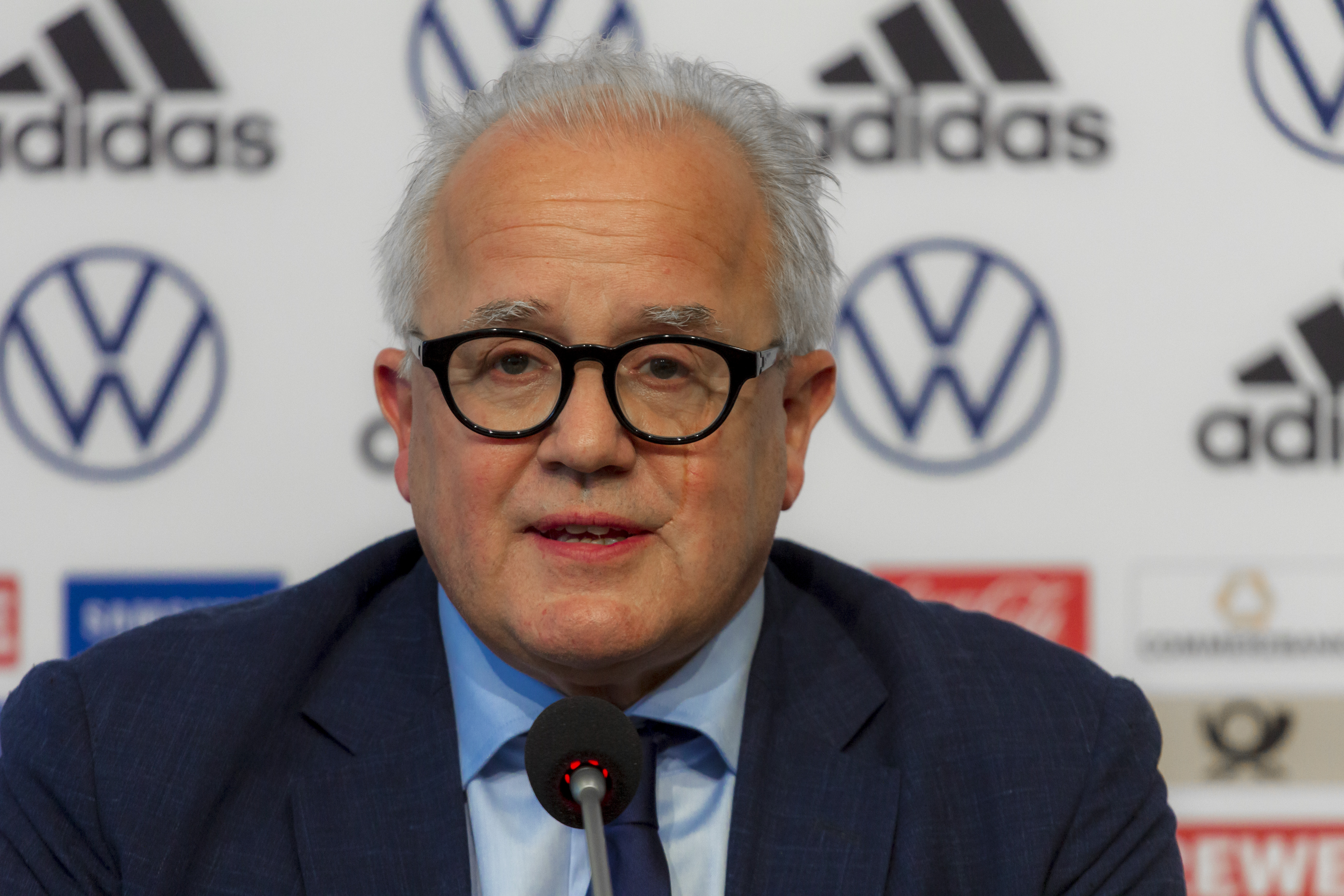
Бывший президент Фриц Келлер

- Фридрих-Вильгельм Ноге (1904—1905)
- Готфрид Хинце (1905—1925)
- Феликс Линнеманн (1925—1945)
- Пеко (Петер Йозеф) Баувенс (1949—1962)
- Герман Гёссманн (1962—1975)
- Герман Нойбергер (1975—1992)
- Эгидиус Браун (1992—2001)
- Герхард Майер-Форфельдер (2001—2006)*
- Тео Цванцигер (2004—2012)*
- Вольфганг Нирсбах (2012—2016)
- Райнхард Гриндель (2016—2019)[35]
- Фриц Келлер (2019—2021)

* — в 2004—2006 сохранялось двоевластие — Майер-Форфельдер был президентом, Цванцигер исполнительным президентом.